# Прва женска лига Црне Гoре у кошарци
Прва женска лига Црне Горе је назив прве лиге Црне Горе у кошарци за жене. Настала је 2006. након распада заједничке државе Србије и Црне Горе.

## Шампиони
| Сезона   | Првак                 | Резултат | Другопласирани        |
| -------- | --------------------- | -------- | --------------------- |
| 2006/07. | Будућност Подгорица   | 3:1      | Јединство Бијело Поље |
| 2007/08. | Будућност Подгорица   | 3:1      | Јединство Бијело Поље |
| 2008/09. | Јединство Бијело Поље | 3:0      | Будућност Подгорица   |
| 2009/10. | Јединство Бијело Поље | 3:0      | Ролинг Никшић         |
| 2010/11. | Јединство Бијело Поље | 3:0      | Ролинг Никшић         |
| 2011/12. | Будућност Подгорица   | 2:0      | Ролинг Никшић         |
| 2012/13. | Будућност Подгорица   | 2:1      | Приморје              |
| 2013/14. | Будућност Подгорица   | 2:0      | Приморје              |
| 2014/15. | Будућност Подгорица   | 2:0      | Ловћен Цетиње         |
| 2015/16. | Будућност Подгорица   | 2:0      | Ловћен Цетиње         |
| 2016/17. | Будућност Подгорица   | 2:0      | Ловћен Цетиње         |

## Успешност клубова
| Тим                   | Првак | Вицепрвак | Година – првак                                 | Година – вицепрвак |
| --------------------- | ----- | --------- | ---------------------------------------------- | ------------------ |
| Будућност Подгорица   | 8     | 1         | 2007, 2008, 2012, 2013, 2014, 2015, 2016, 2017 | 2009               |
| Јединство Бијело Поље | 3     | 2         | 2009, 2010, 2011                               | 2007, 2008         |
| Ролинг Никшић         | –     | 3         | –                                              | 2010, 2011, 2012   |
| Ловћен                | –     | 3         | –                                              | 2015, 2016, 2017   |
| Приморје              | –     | 2         | –                                              | 2013, 2014         |